# ساعت تابستانی

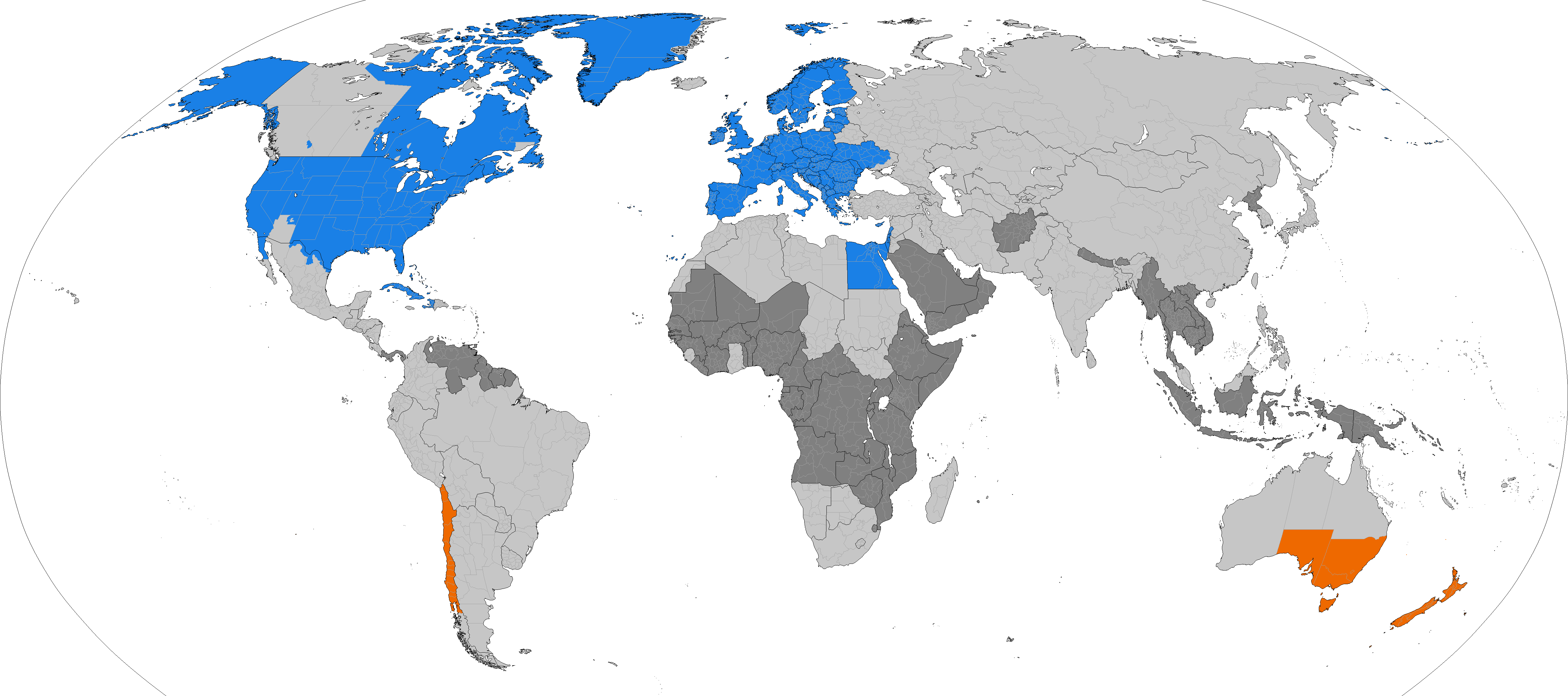
با اینکه این روش توسط اکثر کشورهای جهان مورد استفاده قرار نمی‌گیرد، اما تغییر ساعت تابستانی در بین جهان غرب فراگیر است.
تابستان نیمکرهٔ شمالی
تابستان نیمکرهٔ جنوبی
استفاده می‌شده ولی دیگر نمی‌شود
هرگز استفاده نشده‌است

تغییر ساعت تابستانی یا صرفه‌جویی در زمان نور روز و هماهنگی ساعت کار اقتصادی (DST) ـ که در بیشتر کشورها با نام ساعت تابستانی نامیده می‌شود ـ به تغییر ساعت در منطقه‌های زمانی گفته می‌شود که موجب طولانی‌تر شدن روز در عصر و کوتاه‌تر شدن آن در صبح می‌شود. این تغییر معمولاً در آغاز بهار هر سال انجام و در پاییز نیز به حالت عادی بازگردانده می‌شود. بسیاری از کشورها برای بهینه‌سازی مصرف انرژی، در فصل بهار و تابستان، ساعت رسمی کشورشان را قدری (معمولاً یک ساعت) به جلو می‌کشند تا ساعات بیشتری از روز با ساعات کاری هم‌خوانی داشته باشد و در ساعات کمتری از روز، نیاز به مصرف انرژی برای تأمین روشنایی وجود داشته باشد.
ایدهٔ ابتدایی این تغییر در دوران مدرن در سال ۱۸۹۵ توسط جرج هادسون مطرح شد و برای نخستین‌بار در زمان جنگ جهانی یکم به اجرا درآمد. بسیاری از کشورها در زمان‌های متفاوت از این شیوه استفاده کرده‌اند. پس از بحران انرژی در دههٔ ۱۹۷۰ میلادی، ساعت تابستانی به صورت گسترده مورد استفاده قرار گرفت و تا امروزه نیز در آمریکای شمالی و استفاده می شود

## پیشینه
استفادهٔ بیشتر از نور خورشید در طول روز، برای نخستین‌بار در سال ۱۷۸۴ (میلادی) در کشور فرانسه مطرح شد. در این سال، بنجامین فرانکلین، نویسنده، چاپخانه‌دار، طنزنویس، نظریه‌پرداز سیاسی، سیاستمدار، دیپلمات، فراماسون، رئیس پست، دانشمند همه‌چیزدان، مخترع، فیزیک‌دان، فعال مدنی، از بنیانگذاران ایالات متحده آمریکا، اقتصاددان و وزیرمختار(سفیر) وقت آمریکا در فرانسه طی مقاله‌ای که در یکی از مجلات فرانسه چاپ شد از مردم خواست که صبح‌ها یک ساعت زودتر از خواب بیدار شوند. فرانکلین معتقد بود که به این ترتیب، مردم می‌توانند روزها از روشنایی خورشید استفاده بیشتری کنند و شب‌ها شمع کمتری مصرف نمایند. البته فرانکلین پیشنهادی مبنی بر تغییر ساعت رسمی کشور ارائه نکرد. این پیشنهاد، برای نخستین‌بار در سال ۱۹۰۷ (میلادی) در انگلستان توسط فردی به نام ویلیام ویلِت پیشنهاد شد؛ هرچند که در آن مقطع زمانی عملی نشد. ویلیام به ورزش گلف علاقه‌مند بود و چون به خاطر غروب آفتاب و تاریک شدن هوا مجبور می‌شد بازی را ناتمام رها کند، به فکر کمپین تغییر ساعت افتاد.

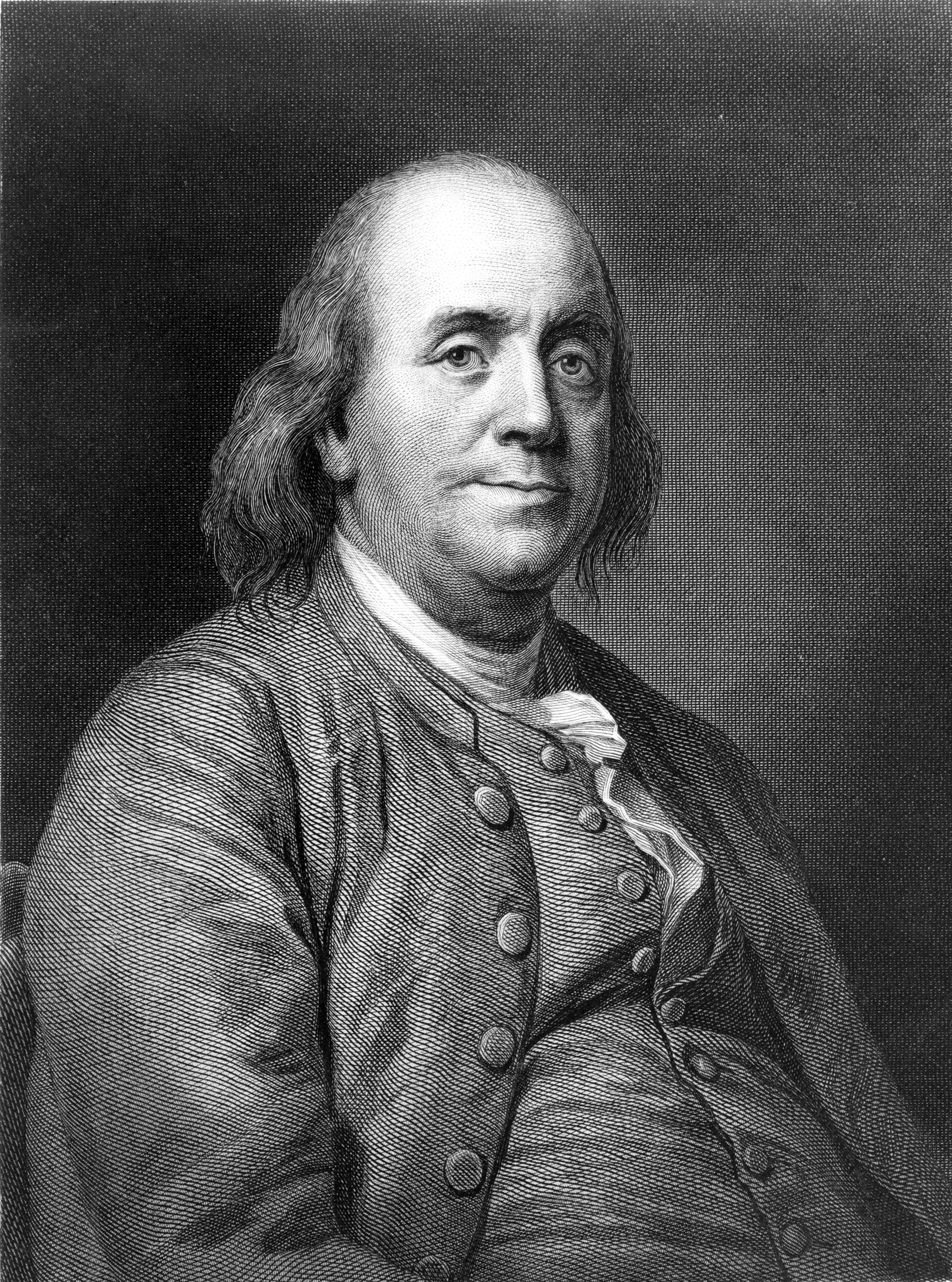
بنجامین فرانکلین

اما تغییر ساعت رسمی برای صرفه‌جویی در مصرف انرژی، برای نخستین‌بار در سال ۱۹۱۶ در امپراتوری آلمان عملی شد. بعداً برخی دیگر از کشورها از جمله آمریکا (۱۹۱۸)، بریتانیا، و برخی از کشورهای اروپایی نیز دست به اقدام مشابهی زدند. عاملی که این دولت‌ها را برای استفاده از این روش متقاعد نمود، کمبود شدید انرژی در دورهٔ جنگ جهانی یکم بود.
اکنون هفتاد و هفت کشور جهان با استفاده از این روش، ساعات رسمی خود را تنظیم می‌کنند. اما زمان جلو و عقب کشیدن در تمامی کشورها یکسان نیست؛ برای نمونه، کشورهای اروپایی از آخرین یکشنبهٔ ماه مارس تا آخرین یکشنبهٔ ماه اکتبر و آمریکا و کانادا از دومین یکشنبهٔ ماه مارس تا نخستین یکشنبهٔ ماه نوامبر (به مدت هفت ماه) ساعت رسمی خود را جلو می‌کشند.
در برخی از مقاطع زمانی، برخی از کشورها تغییر ساعت رسمی خود را در بازهٔ زمانی بیشتری انجام داده‌اند؛ برای نمونه، آمریکا در سال‌های ۱۹۷۵ و ۱۹۷۶ زمان تغییر ساعت رسمی را دو ماه جلو انداخت و دولت بریتانیا نیز در خلال جنگ جهانی دوم، ساعت‌ها را دو ساعت جلو می‌کشید.
این در حالی است که بررسی‌های اخیر نشان می‌دهد که این تغییر ساعت بیشتر داری تأثیر اسمی نه واقعی است. از آغاز سال ۲۰۱۱ پژوهش در مورد تأثیر تغییر ساعت ۷۰۰ درصد رشد داشته‌است؛ ولی بیشتر کشورها همچنان بر این امر اصرار دارند. اما کشورهای پیشرفته و پرجمعیتی مثل ژاپن، چین، و هند این تغییرات را اعمال نمی‌کنند.

## پذیرش
تغییر ساعت، هم مورد ستایش و هم مورد انتقاد قرار گرفته‌است. به دلیل بهره‌برداری از زمان پس از ساعات کاری، افزوده شدن طول روز پیش از عصر به سود خرده‌فروش‌ها، مسابقات ورزشی و دیگر فعالیت‌ها است. اما می‌تواند برای برنامه‌های سرگرمی و دیگر برنامه‌های مرتبط مشکل ایجاد کند. در حالی که هدف ابتدایی تغییر ساعت تابستانی کاستن مصرف انرژی در ساعات اوج مصرف و کاهش استفاده از لامپ رشته‌ای بود؛ اما شیوه‌های گرمایش و سرمایش مدرن تا اندازه زیادی متفاوت است و به همین دلیل بررسی‌ها در مورد چگونگی تأثیر این شیوه بر مصرف انرژی، اغلب محدود و متناقض هستند.
تغییر ساعت تابستانی، امروزه با چالش‌های دیگری نیز روبرو شده‌است. پیچیده‌تر شدن حفظ زمان موجب اختلال در دیدارها، پرداخت صورت‌حساب، حسابرسی، تجهیزات پزشکی، و تجهیزات سنگین و همچنین الگوی خواب افراد می‌شود. نرم‌افزارها به‌طور معمول می‌توانند ساعت را به‌طور خودکار تنظیم کنند؛ اما این قابلیت به خصوص در زمان تغییر ساعت تابستانی بیشتر محدود و دارای خطا است.

## تغییر ساعت در ایران
در ایران، برای نخستین بار، پیش از انقلاب ۱۳۵۷ ساعت رسمی به ساعات تابستانی و زمستانی تقسیم شد. پس از انقلاب، این روند به حالت تعلیق درآمد.
در سال ۱۳۷۰ (در زمان ریاست جمهوری اکبر هاشمی رفسنجانی) بر پایه محاسباتی، هیئت دولت ایران مصوبه‌ای را به تصویب رساند که طی آن ساعت رسمی کشور همه ساله در یکم فروردین یک ساعت جلو کشیده شود و در سی و یکم شهریور به حالت عادی بازگردد. ادامه بررسی‌ها در آن دوره نشان داد که نزدیک به ۱۰۰ مگاوات کاهش مصرف در زمان اوج مصرف حاصل شده‌است. اما دولت محمود احمدی‌نژاد در اسفند ۱۳۸۴ این مصوبه را ابطال نمود. غلامحسین الهام سخنگوی وقت دولت، در زمان اعلام این تصمیم دولت اعلام نمود که بررسی کارشناسانه‌ای مبنی بر این که تغییر ساعت در کشور منجر به صرفه‌جویی در مصرف انرژی در کشور شده باشد وجود ندارد. وی دلیل لغو مصوبه پیشین هیئت دولت را «سردرگمی بخش‌های زیادی از جامعه در اثر تغییر ساعت رسمی کشور» و «عدم وجود بررسی‌های دقیق و کارشناسانه برای تأیید صرفه‌جویی در مصرف برق با روش تغییر ساعت» اعلام نمود. این ادعا در حالی مطرح می‌شد که مدتی پیش از آن مدیر دفتر مدیریت مصرف برق شرکت توانیر از کاهش ۱٫۵ درصدی مصرف برق با تغییر ساعت رسمی کشور در یکم فروردین خبر داده بود و میزان این صرفه‌جویی ظرف ۶ ماه را بیش از ۷۵ گیگاوات ساعت تخمین زده بود. همچنین برخی نمایندگان مجلس در موافقت با توقف تغییر ساعت، ثابت بودن ساعت را کمکی به بجا آوردن فریضه‌های دینی و کم کردن اتلاف زمان بین نماز و ساعت کار معرفی کردند.
پس از آن در سال‌های ۱۳۸۵ و ۱۳۸۶ نمایندگان مجلس شورای اسلامی، طرح‌هایی را در دستور کار خود قرار دادند تا دولت را مکلف به تغییر ساعت رسمی کشور در شش‌ماهه نخست سال نمایند اما در نهایت این طرح‌ها به‌صورت قانون در نیامدند. این در حالی بود که منابع مختلف پیشنهادهای مختلفی، همچون تاریخ‌هایی تازه برای آغاز و پایان تغییر ساعت در سال را مطرح می‌کردند.
در روز ۳۱ مرداد ۱۳۸۶ قانونی مشتمل بر یک مادهٔ واحده مبنی بر تغییر ساعت رسمی کشور به تصویب مجلس شورای اسلامی رسید؛ بنابراین قانون، ساعت رسمی کشور هر سال در ساعت ۲۴ روز یکم فروردین یک ساعت به جلو کشیده می‌شود و در ساعت ۲۴ روز سی‌ام شهریور به حالت قبلی برگردانده می‌شود.
در نهایت در تاریخ ۱ خرداد ۱۴۰۱ ساعت تابستانی در ایران رسماً ابطال شد و این قانون از سال ۱۴۰۲ لازم اجرا است و دیگر ساعت ایران تغییر نخواهد کرد.

## قانون لغو تغییر ساعت در ایران
تعدادی از نمایندگان دوره یازدهم مجلس شورای اسلامی ایران طرحی را تدوین کردند که به موجب آن قانون تغییر ساعت رسمی کشور مصوب سال ۱۳۸۶ مجلس شورای اسلامی را لغو و تغییر ساعت رسمی کشور اتفاق نیفتد. طرح مذکور پس از بررسی در صحن علنی مجلس شورای اسلامی در تاریخ ۲۴ اسفند ۱۴۰۰ تصویب شد اما به دلیل ابهاماتی که شامل مشخص نبودن زمان اجرای قانون و مشخص نبودن اختیار دولت در ارتباط با صلاحیت تصمیم‌گیری برای تغییر ساعت می‌شد مورد تأیید شورای نگهبان قرار نگرفت و پس از برگشت به مجلس و رفع ابهامات در تاریخ ۲۱ اردیبهشت ۱۴۰۱ شورای نگهبان طرح مذکور را خلاف موازین شرع و قانون اساسی تشخیص نداد و این طرح به قانون تبدیل شد. این طرح به وسیله رئیس‌جمهور سید ابراهیم رییسی در تاریخ ۱ خرداد ۱۴۰۱ به تمام نهادهای دولتی و حاکمیتی ابلاغ شد و از تاریخ ۱ فروردین ۱۴۰۲ لازم‌الاجراست و تا آن زمان دولت ایران باید مقدمات، فرایند و زیرساخت‌های لازم را فراهم کند.

## تغییر ساعت در کشورهای جهان
در حال حاضر بیش از هفتاد کشور جهان از قانون تغییر ساعت تابستانی استفاده می‌کنند که شامل لیست زیر است:
- ایالات متحده آمریکا
- کانادا
- مکزیک
- کوبا
- شیلی
- استرالیا
- نیوزلند
- بریتانیا (انگلستان، اسکاتلند، ولز، ایرلند شمالی)
- هلند
- ایرلند
- ایسلند
- پرتغال
- اتریش
- فرانسه
- آلمان
- ایتالیا
- مجارستان
- سوئد
- نروژ
- لهستان
- اسپانیا
- سوئیس
- بلغارستان
- استونی
- فنلاند
- یونان
- اوکراین
- لتوانی
- لتونی
- رومانی
- اسرائیل
- اردن
- لبنان
- فلسطین
- سوریه